# Camponotus gretae
Camponotus gretae é uma espécie de inseto do gênero Camponotus, pertencente à família Formicidae.